# Tour de Catalogne 1930
Le Tour de Catalogne 1930 est la 12e édition du Tour de Catalogne, une course cycliste par étapes en Espagne. L’épreuve se déroule sur huit étapes entre le 7 et le 14 septembre 1930, sur un total de 1 429 km. Le vainqueur final est l’Espagnol Mariano Cañardo, devant le Français Marcel Maurel et l'Espagnol Ricardo Montero.

## Étapes
| Étape     | Date         | Villes étapes            | km     | Vainqueur d’étape         | Leader du classement général |
| --------- | ------------ | ------------------------ | ------ | ------------------------- | ---------------------------- |
| 1re étape | 7 septembre  | Barcelone - La Sénia     | 226 km | Mariano Cañardo           | Mariano Cañardo              |
| 2e étape  | 8 septembre  | La Sénia - Tarragone     | 155 km | Giuseppe Pancera          | Mariano Cañardo              |
| 3e étape  | 9 septembre  | Tarragone - Lleida       | 159 km | Giuseppe Pancera          | Mariano Cañardo              |
| 4e étape  | 10 septembre | Lleida - Tremp           | 183 km | Mariano Cañardo           | Mariano Cañardo              |
| 5e étape  | 11 septembre | Tremp - La Seu d'Urgell  | 141 km | Mariano Cañardo           | Mariano Cañardo              |
| 6e étape  | 12 septembre | La Seu d'Urgell - Girona | 224 km | Ricardo Montero Hernández | Mariano Cañardo              |
| 7e étape  | 13 septembre | Girona - Terrassa        | 199 km | Giuseppe Pancera          | Mariano Cañardo              |
| 8e étape  | 14 septembre | Terrassa - Barcelone     | 131 km | Mariano Cañardo           | Mariano Cañardo              |

### Étape 1 Barcelone - La Sénia.226,0km
|   | Cycliste        | Temps           |
| - | --------------- | --------------- |
| 1 | Mariano Cañardo | 7 h 59 min 40 s |
| 2 | Pere Sant       | + 6 s           |
| 3 | Pere Albiñana   | + 1 min 27 s    |

|   | Cycliste        | Temps           |
| - | --------------- | --------------- |
| 1 | Mariano Cañardo | 7 h 59 min 40 s |
| 2 | Pere Sant       | + 6 s           |
| 3 | Pere Albiñana   | + 1 min 27 s    |

### Étape 2. La Sénia - Tarragone.155,0km
|   | Cycliste         | Temps           |
| - | ---------------- | --------------- |
| 1 | Giuseppe Pancera | 6 h 03 min 42 s |
| 2 | Mariano Cañardo  | m.t.            |
| 3 | Marcel Maurel    | + 5 s           |

|   | Cycliste         | Temps            |
| - | ---------------- | ---------------- |
| 1 | Mariano Cañardo  | 14 h 03 min 22 s |
| 2 | Giuseppe Pancera | + 1 min 40 s     |
| 3 | Pere Albiñana    | + 6 min 25 s     |

### Étape 3. Tarragone - Lleida.159,0km
|   | Cycliste         | Temps           |
| - | ---------------- | --------------- |
| 1 | Giuseppe Pancera | 6 h 28 min 00 s |
| 2 | Pere Albiñana    | m.t.            |
| 3 | Mariano Cañardo  | m.t.            |

|   | Cycliste         | Temps            |
| - | ---------------- | ---------------- |
| 1 | Mariano Cañardo  | 20 h 31 min 22 s |
| 2 | Giuseppe Pancera | + 1 min 40 s     |
| 3 | Pere Albiñana    | + 6 min 25 s     |

### Étape 4. Lleida - Tremp.183,0km
|   | Cycliste         | Temps           |
| - | ---------------- | --------------- |
| 1 | Mariano Cañardo  | 6 h 45 min 55 s |
| 2 | Giuseppe Pancera | + 4 s           |
| 3 | Joan Mateu       | + 51 s          |

|   | Cycliste         | Temps            |
| - | ---------------- | ---------------- |
| 1 | Mariano Cañardo  | 27 h 17 min 17 s |
| 2 | Giuseppe Pancera | + 1 min 44 s     |
| 3 | Joan Mateu       | + 9 min 09 s     |

### Étape 5. Tremp - La Seu d'Urgell.141,0km
|   | Cycliste        | Temps           |
| - | --------------- | --------------- |
| 1 | Mariano Cañardo | 4 h 38 min 18 s |
| 2 | Marcel Maurel   | + 5 min 03 s    |
| 3 | Ricardo Montero | + 14 min 12 s   |

|   | Cycliste         | Temps            |
| - | ---------------- | ---------------- |
| 1 | Mariano Cañardo  | 31 h 55 min 35 s |
| 2 | Marcel Maurel    | + 9 min 05 s     |
| 3 | Giuseppe Pancera | + 9 min 34 s     |

### Étape 6. La Seu d'Urgell - Girona.234,0km
|   | Cycliste        | Temps           |
| - | --------------- | --------------- |
| 1 | Ricardo Montero | 8 h 12 min 55 s |
| 2 | Mariano Cañardo | m.t.            |
| 3 | Marcel Maurel   | + 3 min 13 s    |

|   | Cycliste        | Temps            |
| - | --------------- | ---------------- |
| 1 | Mariano Cañardo | 40 h 08 min 30 s |
| 2 | Marcel Maurel   | + 22 min 17 s    |
| 3 | Ricardo Montero | + 30 min 33 s    |

### Étape 7. Girona - Terrassa.199,0km
|   | Cycliste         | Temps           |
| - | ---------------- | --------------- |
| 1 | Giuseppe Pancera | 8 h 21 min 46 s |
| 2 | Julio Borràs     | + 2 s           |
| 3 | Marcel Maurel    | + 4 s           |

|   | Cycliste        | Temps            |
| - | --------------- | ---------------- |
| 1 | Mariano Cañardo | 48 h 30 min 30 s |
| 2 | Marcel Maurel   | + 22 min 07 s    |
| 3 | Ricardo Montero | + 30 min 13 s    |

### Étape 8. Terrassa - Barcelone.131,0km
|   | Cycliste        | Temps           |
| - | --------------- | --------------- |
| 1 | Mariano Cañardo | 4 h 46 min 57 s |
| 2 | Marcel Maurel   | + 7 s           |
| 3 | Ricardo Montero | + 7 s           |

|   | Cycliste        | Temps            |
| - | --------------- | ---------------- |
| 1 | Mariano Cañardo | 53 h 17 min 37 s |
| 2 | Marcel Maurel   | + 22 min 15 s    |
| 3 | Ricardo Montero | + 30 min 01 s    |

## Classement final
| Pos. | Cycliste                  | Équipe                  | Temps             |
| ---- | ------------------------- | ----------------------- | ----------------- |
| 1    | Mariano Cañardo           | FC Barcelone            | 53 h 17 min 37 s  |
| 2    | Marcel Maurel             | Guidon S.Cipriche       | + 22 min 15 s     |
| 3    | Ricardo Montero Hernández | Real Unión de Irún      | + 30 min 01 s     |
| 4    | Joan Mateu                | FC Barcelone            | + 35 min 56 s     |
| 5    | Giuseppe Pancera          | Veloce Équipe Verona    | + 37 min 39 s     |
| 6    | Pere Albiñana             | Club Natació Reus Ploms | + 1 h 10 min 00 s |
| 7    | Nicolau Tubau             | Équipe Sant Martí       | + 1 h 16 min 39 s |
| 8    | Julio Borràs              | FC Barcelone            | + 1 h 21 min 48 s |
| 9    | Vicente Carrión           | C.M.C. El Pedal         | + 1 h 42 min 31 s |
| 10   | Isaac Caño                | C.C. Hostafrancs        | + 2 h 14 min 39 s |